# Cycnium brachycalyx
Cycnium brachycalyx är en snyltrotsväxtart som beskrevs av Schweinf. Cycnium brachycalyx ingår i släktet Cycnium och familjen snyltrotsväxter. Inga underarter finns listade i Catalogue of Life.